# Der Garten der Qualen

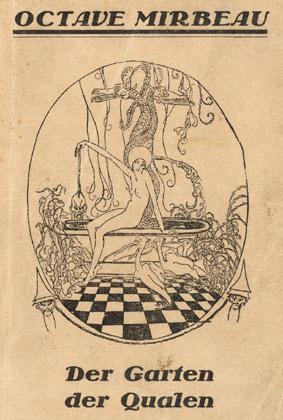
Der Garten der Qualen, Fischer Verlag, 1923

Der Garten der Qualen oder Der Garten der Foltern (französischer Originaltitel: Le Jardin des supplices) ist ein 1899 erschienener Roman des französischen Schriftstellers Octave Mirbeau. Der Roman gilt als eines der Hauptwerke der Dekadenzdichtung. Er wurde aus mehreren unzusammenhängenden älteren Texten des Autors zusammengefügt.
Dem Buch ist die Widmung „Den Priestern, Soldaten, Richtern, den Menschen, die Menschen erziehen, leiten und beherrschen, widme ich diese Blätter, voll von Mord und Blut.“ vorangestellt.

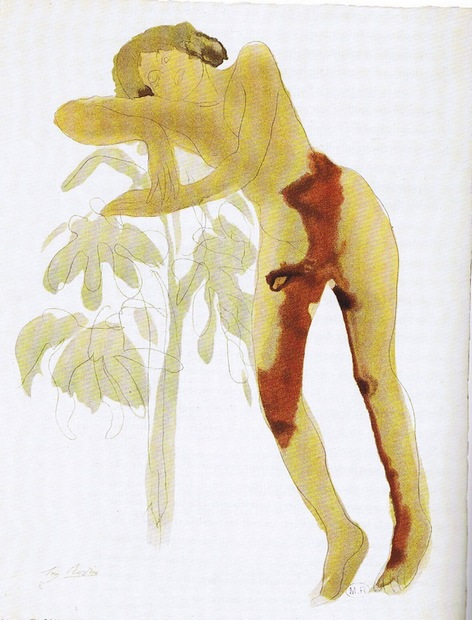
Auguste Rodin, Illustration für Le Jardin des supplices (Verlag Ambroise Vollard, 1902)

## Inhalt
Der Ich-Erzähler, ein Lebemann, flieht nach gescheiterter Karriere als Politiker aus Paris, gerät in den Bann der jungen Engländerin Clara und folgt ihr nach China. Clara entpuppt sich als exzentrisch, lüstern und grausam und führt ihn in den „Garten der Qualen“ ein, in der Folter als eine Kunstform, aber auch ein Kult um Blumen und Schönheit gepflegt wird.
Vermutlich hat der Roman Franz Kafka zu seiner Erzählung In der Strafkolonie inspiriert.

## Zitate
- „Der Mord ist das eigentliche Fundament unserer sozialen Einrichtungen, [...] gäbe es keinen Mord, gäbe es auch keinerlei Regierungen mehr. [...] In diesem Geschäft ist es wie in jedem anderen, die Kleinen müssen für die Großen bezahlen.“

## Verfilmungen
Christian Gion führte 1976 Regie in der französischen Adaption des Romans unter dem Titel Im Garten der Qualen (Le Jardin des supplices). Hauptdarsteller im Film sind Roger Van Hool und Jacqueline Kerry.